# Concertone
Wolfgang Amadeus Mozart egyik sinfonia concertantéja a Concertone nevű. A kéziraton a „Concertone di Wolfgango Amadeo Mozart” áll – a dátumozás utána át van satírozva – „á Salisburgo”.
A dátum teljesen olvashatatlan volt, de Leopold von Sonnleithner 1773. május 3-ának olvasta. A címlapon még az ezzel a művel együtt tárolt kompozíciók nevei találhatóak (többek között a K. 203, K. 204 és K. 250 szerenádok). Leopold Mozart másolatában is Concertonénak hívta a művet – és itt is átsatírozták a dátumozást. Az első Köchel-jegyzékbe mint K. 190 került be. Ez a dátumozás a mai napig elfogadott, annak ellenére, hogy az Alfred Einstein-féle K3-ban K. 166b-re változott. Ennek ellenére a legfrissebb Köchel-jegyzék összerakásakor a kézirat röntgensugarazása 1774. május 31-et mutatott ki, ezért jelenleg K. 186E.
A mű két szóló hegedűt foglalkoztat, de az oboának és a csellónak is gyakran jut szólisztikus szerep.

## Keletkezéstörténet
Nem tudjuk, hogy kiknek íródott ez a mű. Hans Engel szerint Itáliában íródott. Pedig nem kétséges, hogy a címlapra Salzburg van írva, amit az 1774-es dátum meg is erősít. A trombiták („trombe lunghe”) használata fesztiváli alkalmat sugall. Hogy ha a Concertone az udvari zenekarnak íródott, akkor a szólamokat az öregek játszották: Wenzl Sadlo és Joseph Hülber hegedűsök, J.A. Marschall csellista, és Franz de Paula Deibl ill. Christoph Burg oboisták. Mozart valószínűleg a billentyűs hangszernél ült, vagy az egyik hegedűt játszotta.
Mannheimbe és Párizsba magával vitte 1777-es útja során. Az év december 14-én ezt írta apjának: „Eljátszottam a concertonémat Herr Wendlingnek klavíron. Megjegyezte, hogy ez az a mű, amire Párizsnak szüksége van. Aztán előadtam Bagge bárónak. Teljesen fel volt dobva”. Leopold egy akkori levelében megjegyezte, hogy meg kéne próbálnia elérnie, hogy a Haffner szerenádot (K. 250]) a Concertonét vagy valamelyik Lodron szerenádot (K. 247 és K. 287) előadják. Ennek ellenére semmi jel, hogy Párizsban vagy Mannheimben elhangzott volna.
Első kiadása 1870-ben volt A. Cranz gondozásában (Hamburg), ugyan ez csak a szólamok voltak, de később partitúraként is kiadták.

## Mi az a Concertone
Christoph-Hellmut Mahling szerint az első definíció az 1830-as Allgemeinen Encyclopadie der Wissenschaften und Kunste c. műben van, ami egyértelműen „Concerto gross”-szal azonosítja, csak ezzel a forma továbbfejlődését jelölték – azt jelenti, hogy több hangszer versenyzik. Neal Zaslaw a „grand concerto” kifejezést használja, ami feltehetőleg az angol megfelelője.
Tehát manapság a concerto grosso végső változatának, vagy a sinfonia concertante korai változatának titulálják. A. Hyatt King a BBC Music Guides to Mozart Wind & String Concertos-ban egy „hibrid mű, amelyben a régi műfaj új lelket kapott… a barokk concerto grossók hangszereket egymással szembe állítása jól keveredik az új gáláns stílussal”.
Christoph-Hellmut Mahling a Neue Moart Ausgabéban azt vetette fel, hogy ez egy független műfaj volt, ami az osztrák-felső olasz régióban volt kedvelt, és szerinte ez a concerto grosso és a sinfonia concertante közötti láncszem a fejlődésben.
Ha ez a helyzet, Mozart hol kerülhetett kapcsolatba a műfajjal? Valószínűleg Joseph Haydn felhasználta a "Le Matin", "Le Midi" és "Le Soir" szimfóniáiban, de nincs rá bizonyíték, hogy Mozart hallotta volna ezeket a műveket. Giuseppe Sarti 3 Concertonét írt. De lehet Josef Mysliveček ihlette Mozartot.